# Miquel dels Sants
Miquel dels Sants, o de nom de naixement Miquel Argemir i Mitjà (Vic, 29 de setembre de 1591 - Valladolid, 10 d'abril de 1625), va ser un sacerdot i frare trinitari descalç de Vic. Venerat com a sant per l'Església Catòlica Romana, és el sant patró de Vic.

## Biografia
Nascut com a Miquel Argemir i Mitjà el dia de Sant Miquel Arcàngel a Vic, al carrer de Sant Hipòlit (actualment carrer de Sant Miquel dels Sants; hi ha una capella al número 9, la casa on va néixer). Era fill d'Enric Argemir, conseller de la ciutat dos cops, i de Montserrat Margarida Mitjà, de profunda religiositat. Va fugir dues vegades de la ciutat per anar a retirar-se a fer vida eremítica, prenent el camí del Montseny; però en ambdues ocasions va ésser trobat pel seu pare i retornat a casa, on malgrat tot hi dormí amb una pedra com a coixí. Va escapar i arribar a Barcelona per ingressar en un convent de l'orde dels trinitaris calçats, on entrà com a novici en una data que balla entre el 1602 i el 1604 segons les fonts. Després de tres anys de noviciat feu els vots corresponents adoptant el nom de Miquel dels Sants, al monestir de San Lamberto a Saragossa, el 5 de setembre de 1607.
La trobada amb un trinitari descalç va fer-li palesa la major austeritat d'aquesta branca de l'orde i, amb el permís del seu superior, el 1608 va entrar a la congregació dels trinitaris descalços d'Oteiza (Navarra) i a Madrid com a novici. Prengué els vots a Alcalá de Henares. Va estudiar a Alcalá, Baeza (1611-1614, filosofia) i Salamanca (des de 1614, teologia). El 1615 va ser ordenat sacerdot a Faro (Portugal), però va exercir a Baeza. El 1622 el superior de l'orde el proposà com a superior del convent de Valladolid, que va governar. La freqüència dels seus episodis místics incontrolables (èxtasis, raptes, etc.) feia que no volgués mostrar-se gaire en públic.
Durant la seva vida, Miquel dels Sants portà una vida de pregària i penitència, provocant admiració pel seu fervor. Devot de l'Eucaristia, se'n deia que experimentava èxtasis durant la consagració eucarística, per la qual cosa fou anomenat l'Extàtic. Els primers èxtasis es documenten quan és, poc després d'haver professat a l'orde descalç, als convents de La Solana (Ciudad Real) i Sevilla.
A conseqüència d'una febre tifoide, va morir al convent trinitari de Valladolid la matinada 10 d'abril de 1625 als 33 anys i fou sebollit a l'església del convent trinitari de Valladolid. Quan el convent fou desamortitzat, l'església passà a ésser parròquia sota l'advocació de Sant Nicolau. Les seves restes hi continuen essent conservades.

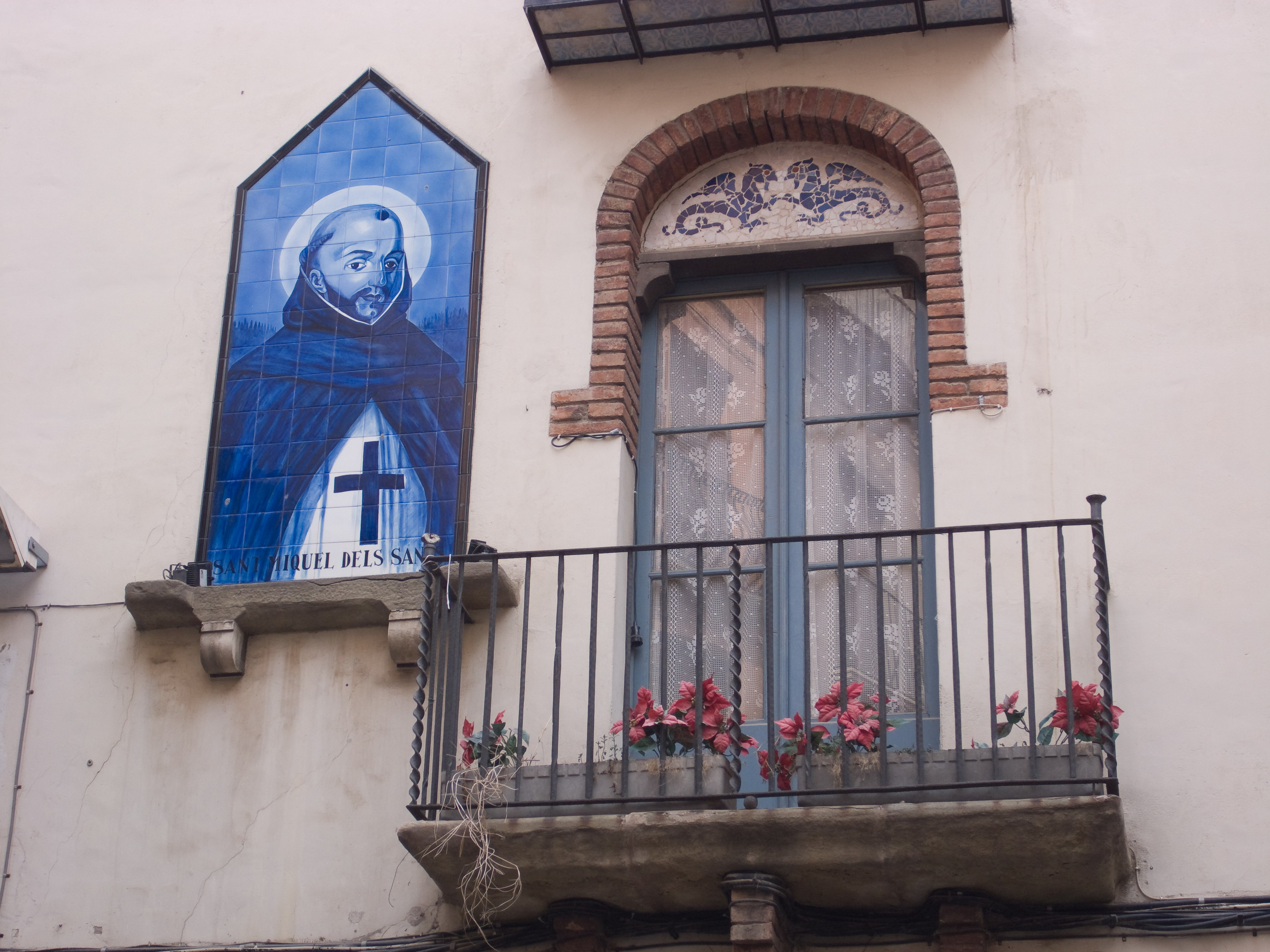
Plaça Canonge Collell, a Vic, amb un plafó de rajola en honor del sant
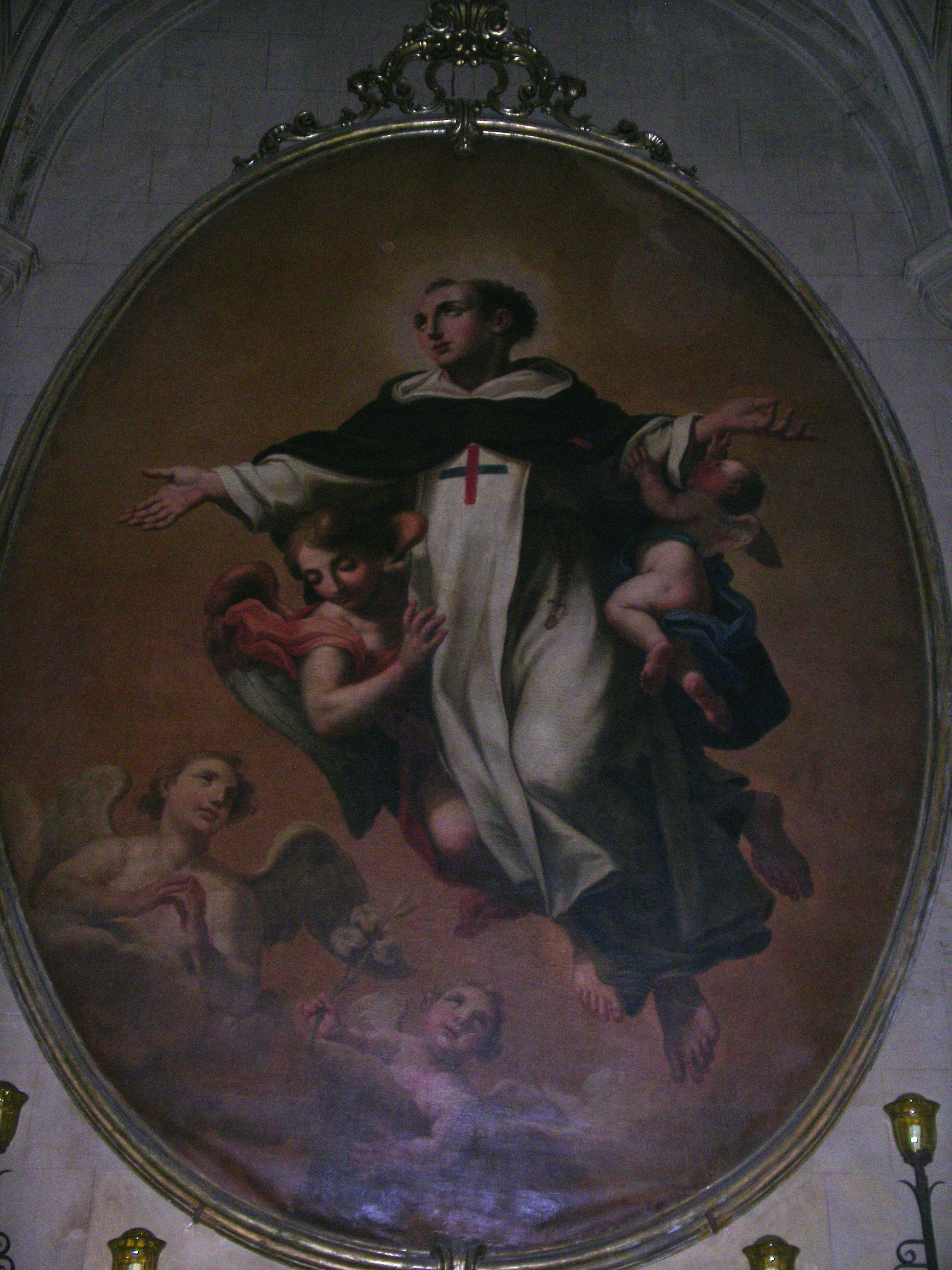
Quadre de 1862, a la Catedral de Vic, utilitzat a la canonització del sant a Roma
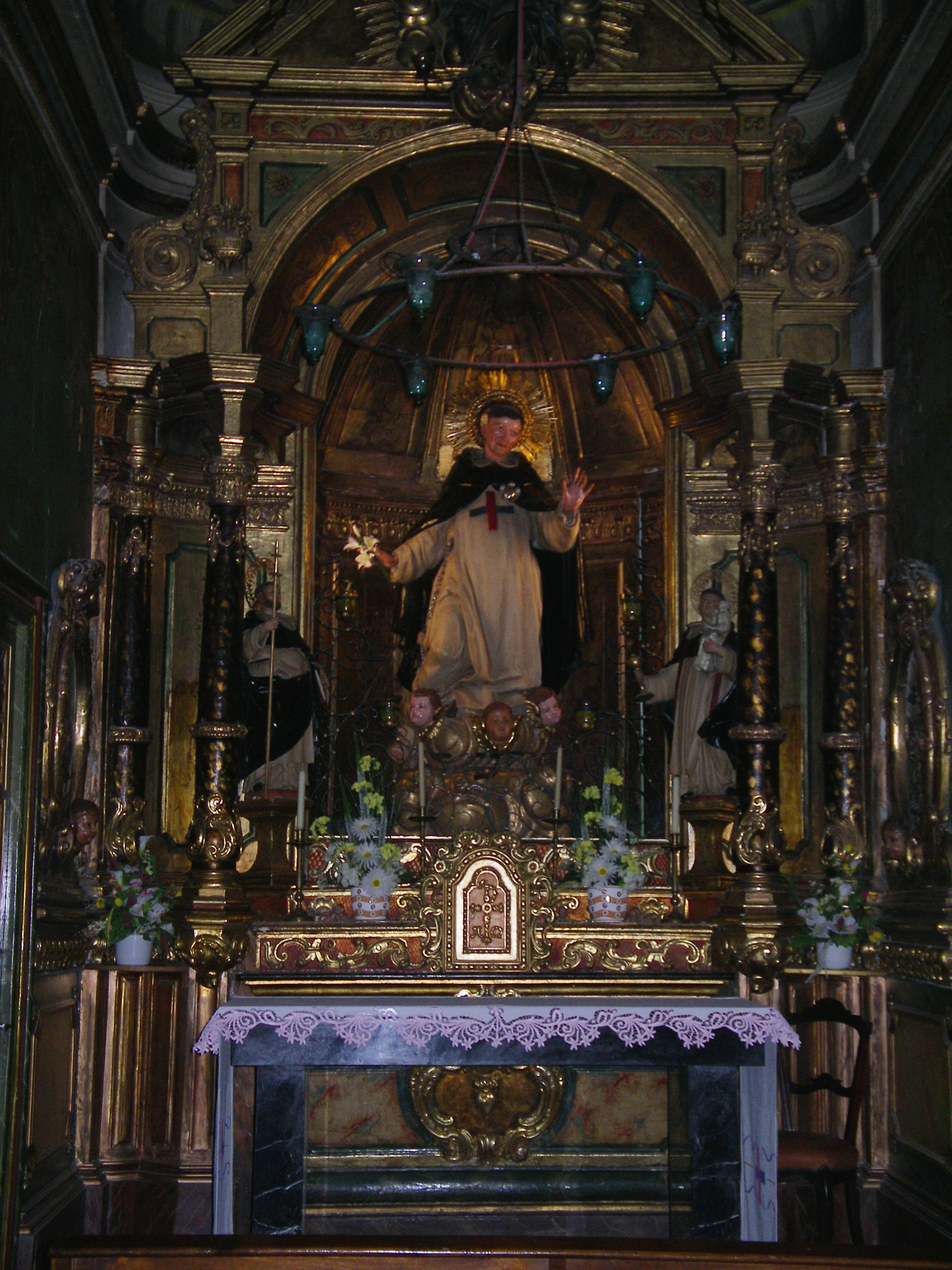
Altar a la capella construïda a la casa natal de Vic
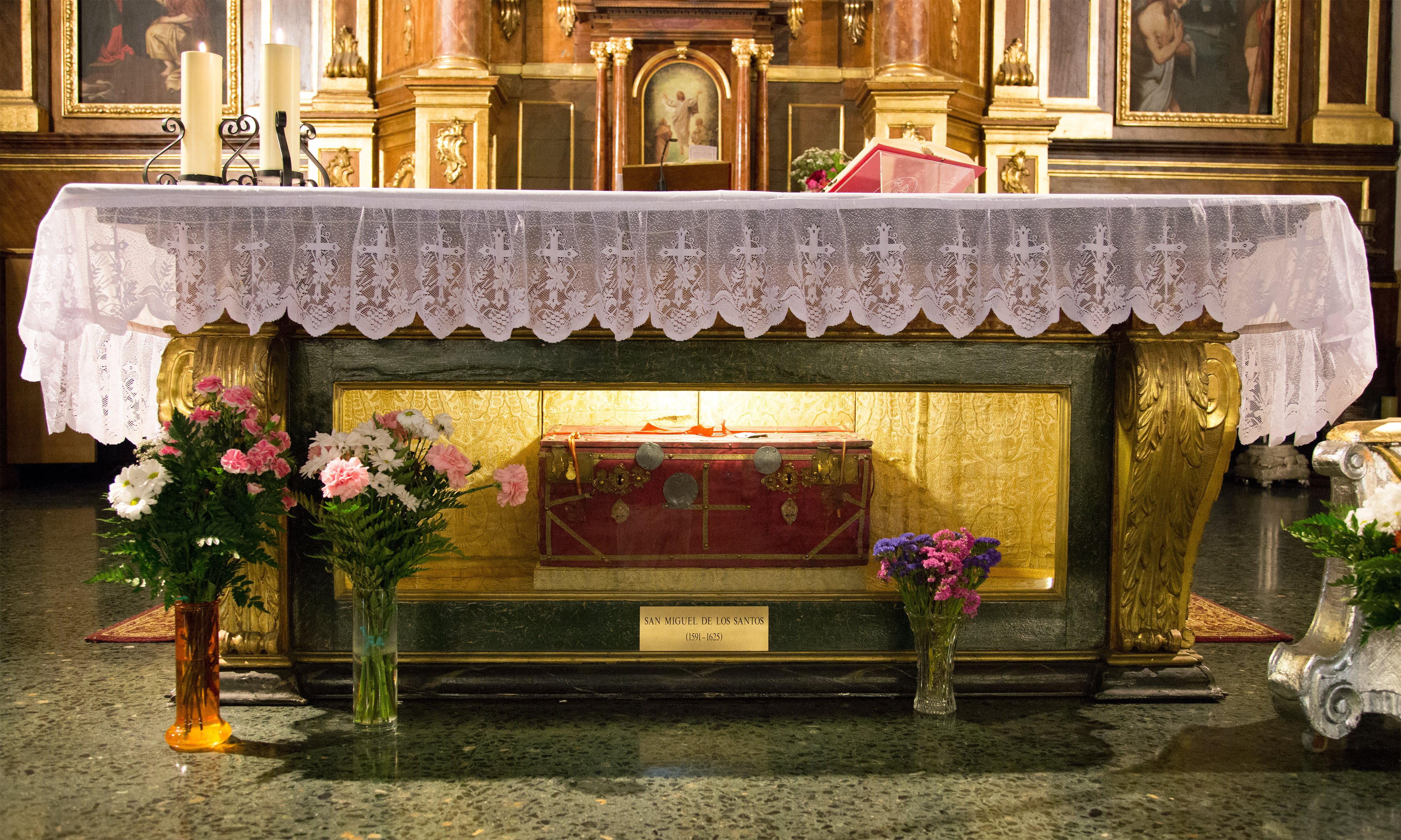
Sepulcre del sant, a Valladolid

## Veneració
Va ser beatificat per Pius VI el 24 de maig de 1779 i canonitzat per Pius IX el 8 de juny de 1862. La seva festa és el 5 de juliol.
Mn. Cinto Verdaguer li va dedicar uns Goigs que comencen així: Puix que al cel porteu corona, dels serafins del Senyor, Miquel, serafí d'Ausona, inflameu el nostre cor.

### Tradicions
A Vic i la seva rodalia hi ha diversos llocs relacionats amb la memòria del sant: la casa on va néixer, convertida en capella al segle xviii, o els petits oratoris de Mas Mitjà (Santa Eugènia de Berga) i de Sant Miquel Xic, prop de Vic, on es deia que el jove sant va vèncer la temptació de la carn rebolcant-s'hi sobre un esbarzer.
A Salamanca i durant les festes del Carnestoltes, Miquel, afligit pels excessos de la festa, va fer una processó i en una plaça, mentre un altre frare predicava, va caure en èxtasi; la multitud, commoguda, el portà a una església propera i molts, penedits, van voler fer confessió general dels seus pecats.
A Baeza fou acusat per dos frares envejosos, i Miquel fou empresonat durant deu mesos sense voler defensar-se, ja que, deia, aquella era la voluntat divina.

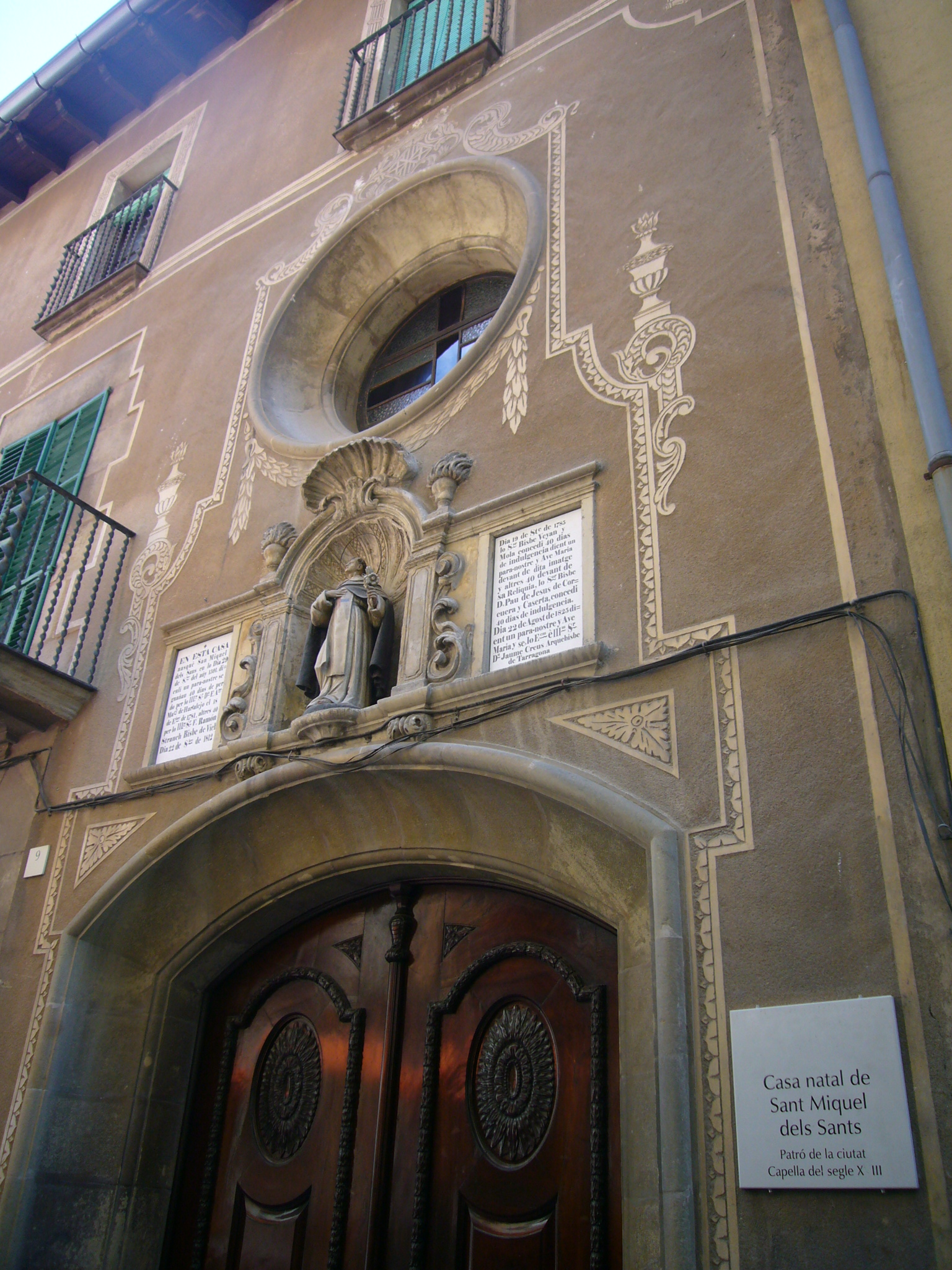
Casa natal del sant a Vic, amb la capella que s'hi va fer al segle XVIII
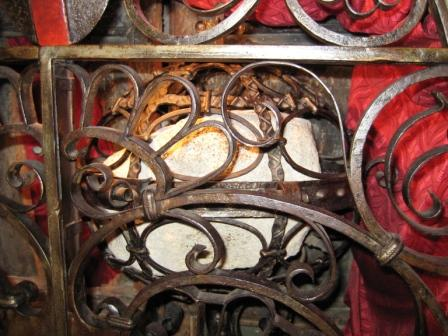
Pedra que servia de coixí al sant quan era nen, a la capella de la casa natal de Vic
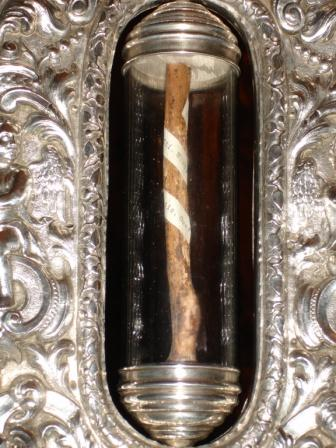
Relíquia de l'húmer del sant, a la capella de la casa natal de Vic
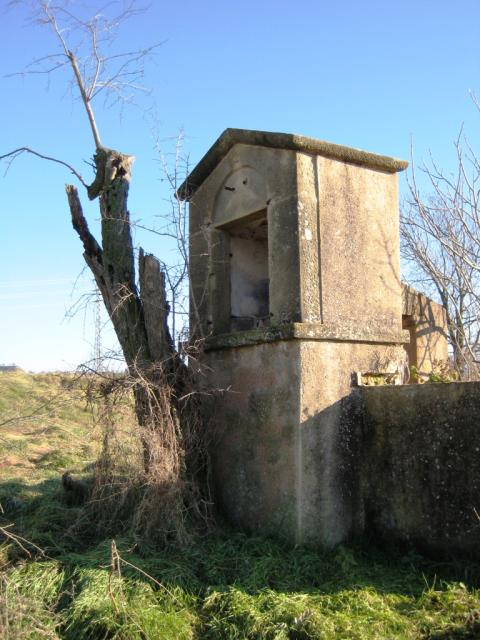
Oratori a Mas Mitjà (Santa Eugènia de Berga, prop de Vic), en record del fet que Sant Miquel, jove, va rebolcar-s'hi sobre un arç o un esbarzer per resistir una temptació
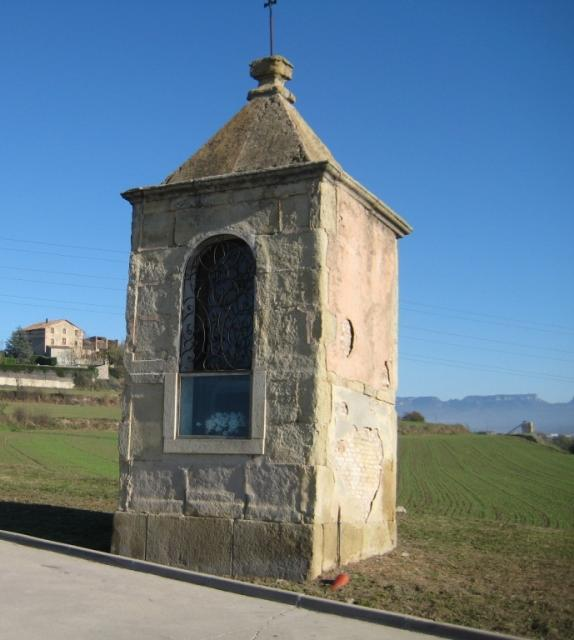
Oratori de Sant Miquel Xic, prop de Vic, on també es commemora un fet similar, rebolcant-se el sant sobre una bardissa
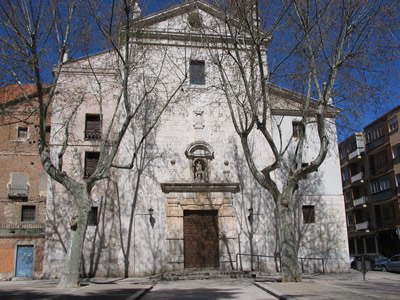
Església de San Nicolás, antic convent de la Trinitat, de Valladolid, on reposen les restes del sant

## Obra
Com altres religiosos del moment, va ésser un místic i n'escrigué algunes obres en aquesta línia, centrades en la contemplació, com Breve tratado de la tranquilidad del alma i El alma en la vida unitiva, en vers, a més de cartes a diverses persones, conservades en part.